# Susan Strasberg
Pour les articles homonymes, voir Strasberg.
Susan Elizabeth Strasberg, née le 22 mai 1938 à New York et morte dans cette ville le 21 janvier 1999 d'un cancer du sein, est une actrice américaine.
Elle est la fille de l'acteur Lee Strasberg et de l'actrice Paula Strasberg. Formée comme son père à la méthode et à l'Actors Studio, elle a commencé sur les planches dans les années 1950 dans le rôle-titre du Journal d'Anne Frank pour finalement avoir sa révélation au cinéma dans le film franco-italo-yougoslave Kapò (1961) de Gillo Pontecorvo, où elle joue une jeune juive retenue dans un camp de concentration nazi aux côtés d'Emmanuelle Riva et Laurent Terzieff. On la retrouve en Italie en 1962 aux côtés de Renato Salvatori et Alida Valli dans la comédie dramatique Le Désordre de Franco Brusati, ainsi qu'en 1969 aux côtés de Nathalie Delon dans le drame érotique Les Deux Sœurs de Roberto Malenotti.
Outre deux films psychédéliques dans le San Francisco des années hippies (Le Voyage en 1967 de Roger Corman et Un monde psychédélique en 1968 avec Jack Nicholson), sa carrière est essentiellement constituée de films d'épouvante comme Hurler de peur (1961) produit par la Hammer, Le Jeu de la mort (1968), Le Faiseur d'épouvantes (1978), Les Tueurs de l'éclipse (1981) ou Sweet Sixteen (1983), suivis de nombreux rôles à la télévision américaine dans les années 1980. Elle fut mariée de 1965 à 1968 à l'acteur Christopher Jones dont elle a eu une fille Jennifer.

## Biographie
Susan Strasberg est née à New York, fille du directeur de théâtre et professeur d'art dramatique Lee Strasberg, de l'Actors Studio, et de l'ancienne actrice Paula Strasberg. Son frère, John, est professeur d'art dramatique. Son père est né à Boudaniv dans le Royaume de Galicie et de Lodomérie (aujourd'hui en Ukraine), et sa mère à New York. Ils étaient tous deux issus de familles juives ayant émigré d'Europe.
Susan Strasberg a fréquenté la Professional Children's School, puis la High School of Music & Art et la High School of Performing Arts. Elle a également fait du mannequinat.

### Premiers rôles (années 1950)

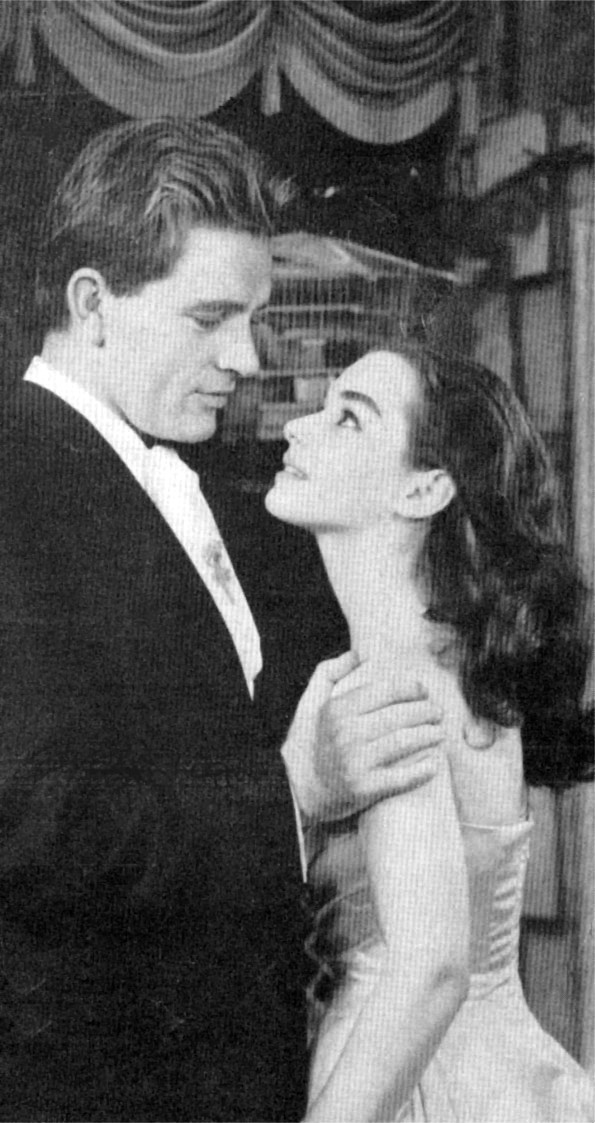
Richard Burton et Susan Strasberg dans la pièce Léocadia de Jean Anouilh.

À l'âge de 14 ans, elle joue dans Maya en 1953, une pièce off-Broadway qui tient l'affiche pendant sept représentations. Elle fait ses débuts à la télévision dans Catch a Falling Star, un épisode de Goodyear Television Playhouse réalisé par Delbert Mann la même année.
Elle joue le rôle de Juliette dans Roméo et Juliette dans la série Kraft Television Theatre (1954), et dans des épisodes de General Electric Theater et d'Omnibus.
Elle a tenu un rôle régulier dans un feuilleton de courte durée, The Marriage, jouant la fille de Hume Cronyn et Jessica Tandy. Diffusée de juillet à août 1954, ill s'agit de la première émission de télévision diffusée en couleur.
Susan Strasberg fait ses premiers pas au cinéma dans La Toile d'araignée (1955). Elle enchaîne avec une prestation très remarquée dans Picnic (1955), où elle incarne la sœur cadette de Kim Novak. Kim Stanley interprétait traditionnellement ce rôle dans les théâtres de Broadway, mais elle était trop âgée pour jouer dans l'adaptation cinématographique, et s'est donc fait remplacer par  Susan Strasberg. Joshua Logan, le réalisateur, écrivit que la beauté et l'esprit naissants de la comédienne lui « semblaient tout à fait appropriés ».

### Le Journal d'Anne Frank(1955-1957)
Susan Strasberg a interprété le rôle-titre dans la production de Broadway du Journal d'Anne Frank, mise en scène par Garson Kanin, qui a été jouée pendant 717 représentations de 1955 à 1957. Brooks Atkinson a écrit qu'elle était « une jeune femme svelte et enchanteresse avec un visage en forme de cœur, une paire d'yeux brûlants et une âme d'actrice ».
Elle a été nommée pour un Tony Award à l'âge de 18 ans et est devenue la plus jeune actrice à jouer à Broadway avec son nom en haut de l'affiche. En 1955, elle fait deux fois la couverture du magazine Life (numéro du 11 juillet 1955 et numéro du 11 novembre 1955) et, peu après, celle de Newsweek (numéro du 19 décembre 1955).
Pendant sa participation à l'émission, elle joue The Cradle Song avec Helen Hayes à la télévision.
Le succès de la pièce lui vaut de nombreuses propositions de films et elle choisit le rôle principal dans Les Feux du théâtre (1958), réalisé par Sidney Lumet. Il s'agit d'un remake de Gloire éphémère (1933) avec Katharine Hepburn. Selon une nécrologie, « il semblait que la belle actrice brune pourrait avoir un impact égal à celui de Jean Simmons et Audrey Hepburn en tant qu'ingénues ».
Susan Strasberg n'a pas joué dans la version cinématographique d'Anne Frank de George Stevens. Plusieurs raisons ont été avancées : Stevens ne voulait pas subir l'influence de la mère de l'actrice, Paula, et Stevens a vu  Susan Strasberg à la fin de la représentation de la pièce, et a trouvé qu'elle n'avait plus de dynamisme. La comédienne n'a pas passé de test pour le rôle.
La prochaine apparition de Susan Strasberg à Broadway est dans Léocadia (1957-58) de Jean Anouilh avec Richard Burton et Helen Hayes. Ce fut un autre succès, avec 248 représentations.

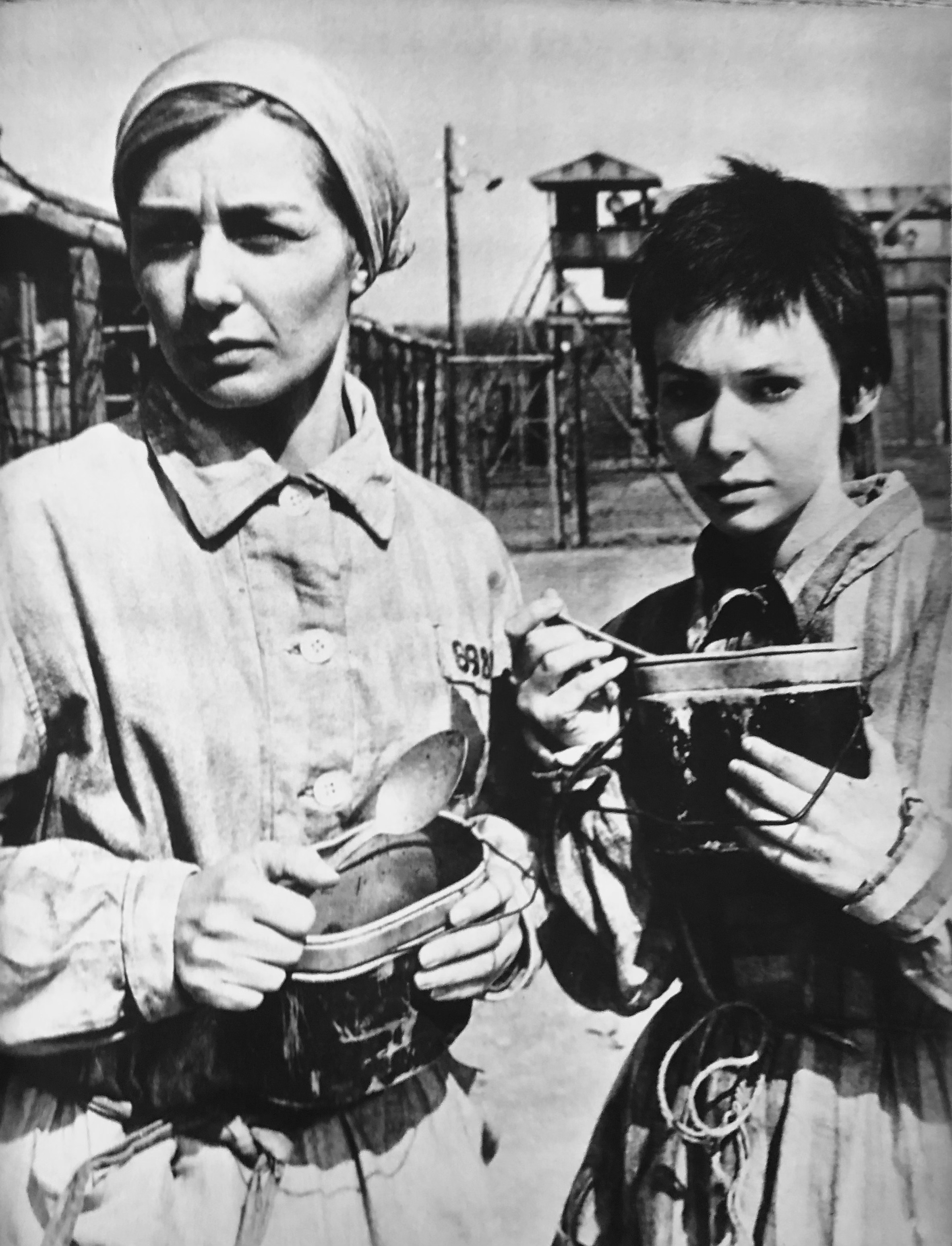
Emmanuelle Riva et Susan Strasberg dans Kapò (1960) de Gillo Pontecorvo.

La comédienne continue de jouer en tant qu'invitée dans des émissions de télévision comme Westinghouse Desilu Playhouse, Play of the Week (une adaptation de La Cerisaie d'Anton Tchekhov avec Hayes), et Our American Heritage.
Elle fait partie de la distribution de la production du New York City Center du Bar aux illusions de William Saroyan, jouée à l'Exposition universelle de Bruxelles en 1958. Cette pièce a été filmée pour la série télévisée Armchair Theatre.
Susan Strasberg a joué dans The Shadow of a Gunman (1958-59), une tragicomédie sur la guerre d'indépendance irlandaise de Seán O'Casey mise en scène par Jack Garfein, aux côtés de membres de l'Actors Studio ; cette pièce a été jouée pendant 52 représentations. Brooks Atkinson a dit d'elle qu'elle avait « une fraîcheur gracile ».
En 1959, elle part en tournée avec Franchot Tone avec la pièce César et Cléopâtre.

### Entre les États-Unis et l'Italie (années 1960)
Elle se rend en Europe pour jouer dans le film franco-italo-yougoslave sur les camps de concentration nazis, Kapò (1960) de Gillo Pontecorvo, aux côtés d'Emmanuelle Riva et Laurent Terzieff. Le film est resté célèbre pour la scène où Emmanuelle Riva tente de s'échapper du camp en mourant sur le barbelés, ce que Jacques Rivette appellera le « travelling de Kapò » comme exemple de ce qu'il ne faut pas faire en termes de moralité dans la mise en scène.
Susan Strasberg s'installe en Italie les années suivantes. « Je voulais voir comment c'était quand j'étais seule », dit-elle.
À Rome, le Teatro Tordinona a dédié une salle à sa mémoire.
Elle se rend en Angleterre pour tourner le thriller psychologique Hurler de peur (1961) produit par la Hammer, et en Italie pour Le Désordre (1962) avec Louis Jourdan, Alida Valli, Renato Salvatori, Georges Wilson et Curd Jürgens.
Elle décroche un second rôle dans le film hollywoodien tourné à Vérone Aventures de jeunesse (1962), mettant en scène le personnage semi-autobiographique d'Ernest Hemingway, Nick Adams et elle fait de la figuration dans la comédie de guerre Le Jour le plus court, une parodie du Jour le plus long avec Totò.
Susan Strasberg retourne aux États-Unis pour jouer à Broadway dans La Dame aux camélias (1963), mis en scène par Franco Zeffirelli. Le metteur en scène a déclaré que la comédienne avait les qualités d'être « romantique, cynique, classique, contemporain ». Le spectacle n'est resté à l'affiche que pendant 13 représentations.
Susan Strasberg commence à se concentrer sur la télévision, jouant en tant qu'invitée dans Le Jeune Docteur Kildare ou L'Homme à la Rolls.
Elle tourne Dernière Mission à Nicosie (1965) en Angleterre, puis retourne à la télévision : Match contre la vie, Jesse James (en) (avec Christopher Jones, qui deviendra son mari), La Grande Vallée et Les Envahisseurs. L'épisode des Envahisseurs Equation danger est diffusé maintes fois en France sur l'ORTF à partir de 1969, faisant d'elle un visage familier de la télévision auprès des français.
Elle tourne Chubasco le Rebelle (en) (1967) avec Jones et quelques films de la contre-culture : Le Voyage (1967) pour Roger Corman, dans le rôle de la femme de Peter Fonda, et Un monde psychédélique (1968) avec Jack Nicholson. Elle a également tourné dans le film d'épouvante Le Jeu de la mort (1968) et dans le film de mafieux Les Frères siciliens (1968).
En 1969, elle retourne à Rome pour jouer dans le drame érotique franco-italien Les Deux Sœurs (1969) de Roberto Malenotti, aux côtés de Nathalie Delon.

### Entre le cinéma d'épouvante et la télévision américaine (années 1970-1980)

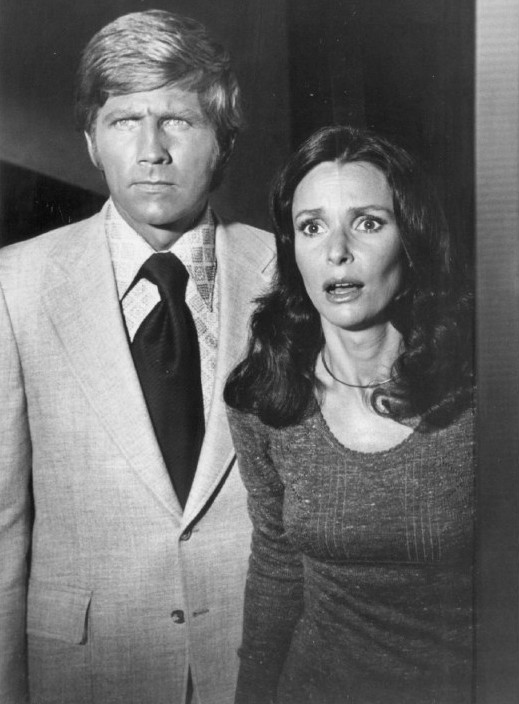
Gary Collins et Susan Strasberg dans la série Le Sixième Sens (1972).

À la fin des années 1960 et dans les années 1970,  Susan Strasberg fait surtout de la télévision : La Grande Vallée ; Le Virginien ; Bonanza ; Ranch L ; Les Règles du jeu ; Sur la piste du crime ; Docteur Marcus Welby ; Les Rues de San Francisco ; Night Gallery ; Un shérif à New York ; Opération Danger ; Le Sixième Sens ; L'Homme de Vienne ; 200 dollars plus les frais (à deux reprises) ; et Mannix. « J'ai fait des choses médiocres parce qu'ainsi je n'avais pas à me mettre à l'épreuve », a-t-elle déclaré plus tard. « J'avais un besoin énorme de ne pas faire honte à mon père ». Dans un épisode de l'anthologie CBS Playhouse (The Experiment), elle est amenée à jouer des scènes d'amour réalistes avec Michael Douglas qui gênent le comédien débutant. Il lui dira : J'espère que vous ne le prendrez pas personnellement Susan si j'ai une érection[réf. souhaitée].
Elle tourne dans des téléfilms comme La mort vient du passé (en) (1970), Mr. and Mrs. Bo Jo Jones (1971) et ...And Millions Die! (1973) et dans des longs métrages comme le film brésilien tourné en France Tendres Chasseurs (1970), le film fantastique américain The Legend of Hillbilly John (1972), et De l'autre côté du vent d'Orson Welles (tourné en 1976 mais finalement sorti qu'en 2018).
Susan Strasberg joue un rôle régulier dans la série Toma (1974). Elle a fait des apparitions dans McMillan, Petrocelli, Ellery Queen, à plume et à sang et Bronk.
Susan Strasberg tient le rôle principal dans le film d'épouvante So Evil, My Sister (en) (1974) de Reginald Le Borg et a joué dans Mystery at Malibu (1976), Sammy Somebody (1976), Supersonique en péril (en) (1977), Le Toboggan de la mort (1977), Le Faiseur d'épouvantes (1977), Tre soldi e la donna di classe (1977) de Giovanni Grimaldi, Les Femmes de 30 ans (1978).
En 1976, elle apparaît dans un court métrage réalisé par Lee Grant, The Stronger, d'après une pièce d'August Strindberg, qui, selon elle, a ravivé sa passion pour la comédie.

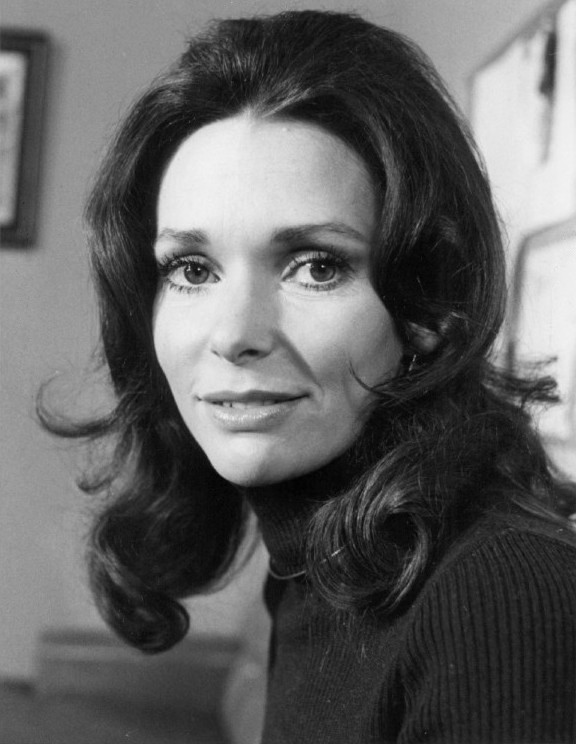
Susan Strasberg dans la série Mannix (1973).

En 1980, elle publie ses mémoires, Bittersweet, parce qu'elle dit que sa carrière est « au point mort... Cela me semblait totalement intenable, de jouer depuis 25 ans — j'avais joué Juliette, Cléopâtre et Anne Frank — et j'étais là, assise à Hollywood, à attendre que quelqu'un veuille bien de moi ».
Dans les années 1980,  SusanStrasberg joue dans Les Tueurs de l'éclipse (1981), La croisière s'amuse, Les Monstres du labyrinthe (1982), Sweet Sixteen (1983), La Malédiction démoniaque (1983), Bizarre, bizarre, Histoires de l'autre monde, Delta Force (1986), Les Enquêtes de Remington Steele, Arabesque, Cagney et Lacey et The Runnin' Kind (en) (1989).
« J'adore jouer la comédie », a-t-elle déclaré en 1983. « Je veux dire que je ne peux pas concevoir de ne pas le faire. Mais c'est moins important pour moi depuis que j'ai commencé à écrire, parce que j'aime vraiment écrire. Et j'aime vraiment, j'aime donner des conférences et parler et avoir ce genre de contact avec les gens aussi ».
Parmi ses dernières prestations figurent le film biographique Médecin de l'impossible (1990) consacré à la vie du théosophe et médecin alsacien Albert Schweitzer, le film d'action Prime Suspect (1990) avec Frank Stallone et Il giardino dei ciliegi (1992) d'Antonello Aglioti, d'après la pièce La Cerisaie d'Anton Tchekhov.
En 1993, elle est membre du jury de la 43e Berlinale.

### Susan Strasberg écrivaine (années 1980-1990)

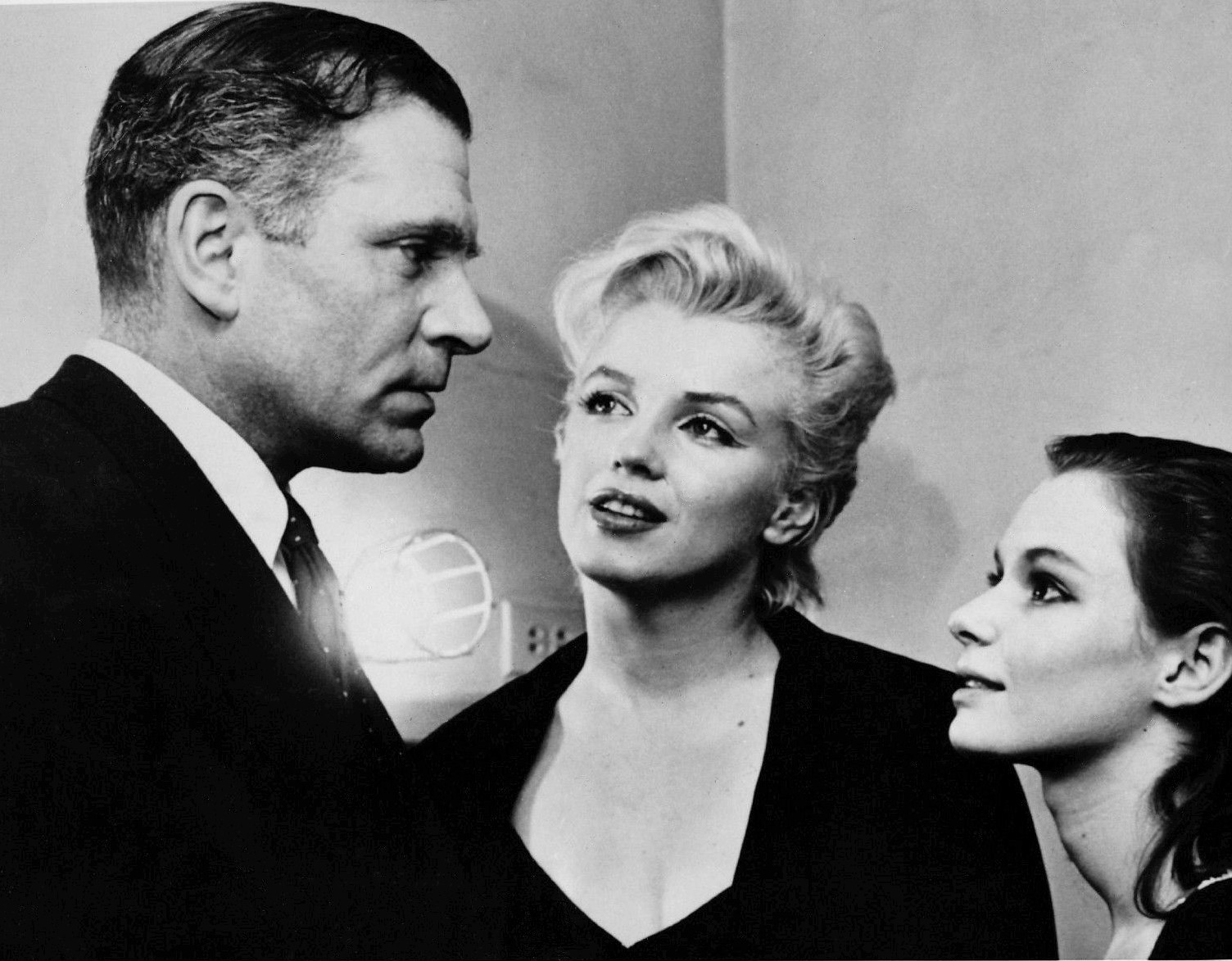
Laurence Olivier, Marilyn Monroe et Susan Strasberg en 1958.

Susan Strasberg a écrit deux livres à succès. Bittersweet (1980) est une autobiographie dans laquelle elle évoque ses relations tumultueuses avec ses parents et avec les acteurs Richard Burton et Christopher Jones, ainsi que les difficultés de sa propre fille atteinte d'une malformation cardiaque. Elle a reçu une avance sur recettes de 100 000 dollars pour ce livre et a vendu les droits de publication pour 300 000 dollars.
Marilyn and Me: Sisters, Rivals, Friends (1992) traite de l'amitié entre Susan Strasberg et Marilyn Monroe, qu'elle qualifie de « sœur de substitution » et de « membre » de la famille Strasberg pendant de nombreuses années.
Au milieu des années 1990, un cancer du sein lui est diagnostiqué . Bien qu'on la croie en rémission, elle meurt de la maladie à son domicile de New York le 21 janvier 1999, à l'âge de 60 ans.
Au moment de sa mort,  Susan Strasberg travaillait à un troisième livre sur son cheminement spirituel personnel, intitulé Confessions of a New Age Heretic.

## Vie privée
Avant son mariage,  Susan Strasberg a eu des relations avec Bobby Driscoll, Warren Beatty, Cary Grant et Richard Burton.
Le 25 septembre 1965, à Las Vegas, Susan Strasberg épouse l'acteur Christopher Jones, avec qui elle est apparue dans un épisode de Jesse James (en). Leur fille, Jennifer Robin, naît six mois plus tard. Le couple divorce en 1968 en raison de l'instabilité mentale de son mari. Jennifer naît avec une malformation congénitale, que la comédienne impute à la consommation de drogues de son mari et d'elle-même.

## Théâtre
- 1952 : Maya
- 1955-1957 : Journal d'Anne Frank, mise en scène de Garson Kanin : Anne Frank
- 1957-1958 : Léocadia de Jean Anouilh avec Richard Burton et Helen Hayes
- 1958 : Bar aux illusions de William Saroyan
- 1959 : César et Cléopâtre avec Franchot Tone
- 1963 : La Dame aux camélias , mis en scène par Franco Zeffirelli.

## Filmographie

### Actrice de cinéma
- 1955 : La Toile d'araignée (The Cobweb), de Vincente Minnelli : Sue Brett
- 1955 : Picnic, de Joshua Logan : Millie Owens
- 1958 : Les Feux du théâtre (Stage Struck), de Sidney Lumet : Eva Lovelace
- 1961 : Kapò, de Gillo Pontecorvo : Edith/Nicole Niepasa
- 1961 : Hurler de peur (Taste of Fear), de Seth Holt : Penny Appleby
- 1962 : Le Désordre (Il disordine), de Franco Brusati : Isabella
- 1962 : Aventures de jeunesse (Hemingway's Adventures of a Young Man), de Martin Ritt : Rosanna
- 1962 : Le Jour le plus court (Il giorno più corto) de Sergio Corbucci
- 1964 : Dernière Mission à Nicosie (The High Bright Sun), de Ralph Thomas : Juno Kozani
- 1967 : Le Voyage (The Trip), de Roger Corman : Sally Groves
- 1968 : Un monde psychédélique (Psych-Out), de Richard Rush : Jenny Davis
- 1968 : Chubasco le Rebelle (en) (Chubasco) d'Allen H. Miner (en) : Bunny Marino
- 1968 : Le Jeu de la mort (The Name of the Game Is Kill) de Gunnar Hellström : Mickey Terry
- 1968 : Les Frères siciliens (The Brotherhood) de Martin Ritt : Emma Ginetta
- 1969 : Tendres Chasseurs (Ternos Caçadores), de Ruy Guerra : Lis
- 1969 : Les Deux Sœurs (Le sorelle) de Roberto Malenotti : Martha
- 1970 : La mort vient du passé (en) (Hauser's Memory) de Boris Sagal : Karen Mondoro
- 1971 : Sammy Somebody de Joseph Adler
- 1972 : The Legend of Hillbilly John de John Newland
- 1974 : So Evil, My Sister (en) de Reginald Le Borg : Brenda
- 1976 : The Stonger   de Lee Grant (court métrage)
- 1977 : Tre soldi e la donna di classe de Giovanni Grimaldi
- 1977 : Le Toboggan de la mort (Rollercoaster), de James Goldstone : Fran
- 1978 : Le Faiseur d'épouvantes (The Manitou), de William Girdler : Karen Tandy
- 1978 : Les Femmes de 30 ans (In Praise of Older Women) de George Kaczender
- 1981 : Les Tueurs de l'éclipse (Bloody Birthday) d'Ed Hunt : Viola Davis
- 1983 : La Malédiction démoniaque (The Returning) de Joel Bender : Sybil Ophir
- 1983 : Sweet Sixteen de Jim Sotos : Joanne Morgan
- 1986 : Delta Force (The Delta Force), de Menahem Golan : Debra Levin
- 1989 : The Runnin' Kind (en) de Max Tash : Carol Curtis
- 1989 : Prime Suspect de Bruce Kimmel : Dr. Celia Warren
- 1990 : Médecin de l'impossible (Schweitzer) de Gray Hofmeyr (en) : Helene Schweitzer
- 1992 : Il giardino dei ciliegi d'Antonello Aglioti : Livia
- 1996 : Believe de Bart Montgomery (court métrage)
- 2018 : De l'autre côté du vent (The Other Side Of The Wind) d'Orson Welles et Peter Bogdanovich : Julie Rich (tourné en 1976)

### Actrice de télévision

#### Séries télévisées
- 1954 : Goodyear Television Playhouse (en) (épisode : Catch a falling star)
- 1954 : Kraft Television Theatre (épisode : Romeo and Juliet) : Juliet
- 1954 : The Marriage (Série TV) 8 épisodes : Emily Marriott
- 1954 : General Electric Theater (épisode : Mr. Blue Ocean) : Rain Drop
- 1954-1956 : Omnibus (épisodes : The duchess and the smugs : Penelope ; Dear Brutus : Margaret)
- 1958 : Armchair Theatre (épisode : Time of your life) : Kitty Duval
- 1958 : Westinghouse Desilu Playhouse (épisode : Debut) : Anna Tchinskaya
- 1959 : Play of the Week (épisode : The Cherry Orchard) : Anya
- 1960 : Our American Heritage (épisode : Destiny West/ saison 1 épisode 3) : Jessie Benton Fremont
- 1963 : Le Jeune Docteur Kildare  (épisode : A Game of three) : Barbara Miller
- 1963 : Bob Hope presents the Chrysler Theatre (épisode : Four kings) : Gabriella
- 1964 : Breaking Point (épisode : A child of the Center Ring) : Jenny Cordova
- 1964 : The Rogues (épisode : The Stefanini Dowry) : Girl in seat 31
- 1964-1965 : L'Homme à la Rolls (épisodes : Who Killed the Eleventh Best Dressed Woman in the World? : Tawny Hastings ; Who killed Cop Robin? : Melinda Drake)
- 1965 : Match contre la vie (épisode : The Voice of Gina Milan) : Gina Milan
- 1966 : Jesse James (épisode : Reunion) : Ellen Bethard
- 1966 : Le Virginien (TV) Saison 05 épisode 03 (La captive) : Liliotta/Cathy Ann
- 1967 :  Les envahisseurs  (épisode : Equation danger ) : Diane Oberly
- 1967 :  La Grande Vallée (épisode : Night in a small town) : Sally
- 1968 :  Bonanza (épisode : A severe case of matrimony) : Rosalita
- 1967-1968 : Sur la piste du crime (saison 2 épisodes 25/26 : The Executioners : Chris Roland ; saison 4 épisode 3 : The Quarry : Jenny Hall)
- 1968 :  Le Ranch L (épisode : Julie) : Julie Barret
- 1968 :  Les Règles du Jeu (épisode : Pineapple Rose) : Cheryl Bridges
- 1968 : Premiere (épisode : Crisis) : Lisa Edwards
- 1969 : CBS Playhouse (épisode The Experiment) : Andrea
- 1969 : Docteur Marcus Welby (épisode : A Matter of humanities) : Tina Sawyer
- 1970 : Le Virginien (TV) saison 9 épisode 07 (Crooked corner) : Clara Hansch
- 1971 : Opération danger (épisode : Exit from Wickenburg) : Mary Cunningham
- 1971 : The Young Lawyers (épisode : The Whimper of whipped dogs) : Hallie Benda
- 1970-1971 : Un shérif à New York (épisodes : saison 1 épisode 6 Our Man in Paris : Annette Bardege / saison 2 épisode 1 Encounter with Aries : Lorraine)
- 1972 : Le Sixième sens (épisode : Once upon a shilling) : Laura Anders
- 1973 : L'Homme de Vienne (épisode : Unce certaine vieille dame) : Carole Hoffenstein
- 1973 : Mannix (épisode : The faces of murder) : Christina Hume
- 1971-1973 : Night Gallery :  (épisodes 7 saison 2 Midnight never ends : Ruth Asquith ;  saison 3 épisode 14  The doll of death  : Sheila Trent)
- 1973 : The Evil touch (épisode : Marcie) : Elizabeth
- 1972-1974 : Owen Marshall, councelor at law (épisode 20  saison 1 The color of respect : Gale Freeman ; saison 3 épisode 23 The Ghost of Buzz Stevens  Luanne
- 1973-1974 : Toma 23 épisodes : Patty Toma
- 1974 : Les rues de San Francisco (épisode : One last shot) : Helen Graves
- 1974 : Dr. Simon Locke (épisodes saison 3 épisode 22 Portrait of Florenza : Vivian Anderson ; saison 4 épisode 9 Fatal deception : Mary Bell)
- 1974 : McMillan & Wife (épisode : Guilt by association) : Virginia Rhine
- 1975 : Petrocelli (épisode : A fallen idol) : T.J. Farlow
- 1973-1975 : Frankenstein (mini-série) : Bobbye/Tina/Elizabeth Clerval
- 1975 : A plume et à sang (épisode : The adventures of the lover's leap) : Cathy Kendrick
- 1975 : Kate McShane  (épisode : Conspiracy of silence)
- 1975 : Medical story (épisode : Wasteland) : Jennifer Nathan
- 1975 : Bronk (épisode : Betrayal) : Alma
- 1976 : Harry O (épisode : Past imperfect) : Sara Webber
- 1971-1976 : Médecins d'aujourd'hui (épisodes saison 3 épisode 11 The loser : Diana ; saison 7 épisode 20  A touch of sight  : Marge)
- 1974-1975 : Deux cent dollars plus les frais : saison 1 épisode 3 The countess : Deboray Ryder ; saison 2 épisode 22 A bad deal in the valley : Karen Stiles
- 1979 : Sweepstakes (épisode : Roscoe, Elizabeth, and the M.C.) : Beverly
- 1982 : La croisière s'amuse (épisode : Pal-I-Mony-O-Mine/Does Father Know Best?/An 'A' for Gopher) : Susan Wilkham
- 1984 : Mike Hammer (épisode : Cold target) : Judge Sarah P. Hollis
- 1984-1985 : Bizarre, bizarre : saison 7 épisode 11 I like it here in Wilmington : Roberta Elton ; saison  8 épisode 2 In the cards : Madame Myra
- 1985 : Histoires de l'autre monde (épisode : Effect and cause) : Kate Collins
- 1986 : Les enquêtes de Remington Steele (épisode : Stelle blue yonder) : Miss Cooper
- 1986 : Hot Shots (épisode : Accidental victims) : Mrs. Simon
- 1987 :Arabesque (épisode : The days dwindle down) : Dorothy Hearn Davis
- 1987 : Butterfly Island (épisode : Revenge of the bunyip ) : Gypsy woman
- 1987 : Cagney et Lacey (épisode : Different drummer) : Mrs. Simon

#### Téléfilms
- 1960 : Destiny, West! (téléfilm) : Jessie Benton Fremont
- 1970 : Le Mort vient du passé (téléfilm) : Karen Mondoro
- 1971 : Mr. and Mrs. Bo Jo Jones (téléfilm) : Lee Baragan
- 1973 : ...And million die! : Heather Kessler
- 1975 : Mystery at Malibu avec Robert Lipton et Michael Parks
- 1977 : Supersonique en péril : Nancy Kingman
- 1978 : Les Immigrants : Sarah Levy
- 1979 : Beggarman, thief : Ida Cohen
- 1982 : Les Monstres du labyrinthe (Mazes and Monsters) (TV) : Meg